# Eduard Jakob Wedekin
Eduard Jakob Wedekin (Groß Düngen, 30 dicembre 1796 – Hildesheim, 25 dicembre 1870) è stato un vescovo cattolico tedesco.

## Biografia
Compiuti gli studi presso il Gymnasiums Josephinum e la facoltà teologica di Hildesheim, fu ordinato prete nel 1821.
Fu professore al Gymnasiums Josephinum, poi parroco della cattedrale dal 1828 e, dal 1836, vicario generale e canonico cattedrale a Hildesheim.
Il 30 settembre 1850 papa Pio IX confermò la sua elezione a vescovo di Hildesheim e amministratore apostolico di Osnabrück.
Promosse la costruzione di nuove chiese e l'insediamento di nuove comunità religiose insegnanti e ospedaliere nella diocesi (per esempio, le Suore di carità di San Vincenzo de' Paoli).
Prese parte al Concilio Vaticano I, ma nell'aprile 1870 dovette lasciare Roma per motivi di salute. Morì pochi mesi dopo e fu sepolto nella navata centrale della cattedrale di Hildesheim.
La sua collezione di opere d'arte fu ereditata dal capitolo cattedrale e andò a costituire il primo nucleo del Dommuseum.

## Genealogia episcopale e successione apostolica
La genealogia episcopale è:
- Cardinale Scipione Rebiba
- Cardinale Giulio Antonio Santori
- Cardinale Girolamo Bernerio, O.P.
- Arcivescovo Galeazzo Sanvitale
- Cardinale Ludovico Ludovisi
- Cardinale Luigi Caetani
- Cardinale Ulderico Carpegna
- Cardinale Paluzzo Paluzzi Altieri degli Albertoni
- Papa Benedetto XIII
- Papa Benedetto XIV
- Papa Clemente XIII
- Cardinale Giovanni Carlo Boschi
- Cardinale Bartolomeo Pacca
- Cardinale Francesco Serra Cassano
- Arcivescovo Joseph Maria Johann Nepomuk von Fraunberg
- Cardinale Johannes von Geissel
- Vescovo Eduard Jakob Wedekin

La successione apostolica è:
- Cardinale Paul Ludolf Melchers, S.I.